# Diocesi di Odienné
La diocesi di Odienné (in latino: Dioecesis Odiennensis) è una sede della Chiesa cattolica in Costa d'Avorio suffraganea dell'arcidiocesi di Korhogo. Nel 2021 contava 14.175 battezzati su 951.700 abitanti. È retta dal vescovo Alain Clément Amiézi.

## Territorio
La diocesi comprende le regioni di Denguélé, Worodougou e Banfing nella parte nord-occidentale della Costa d'Avorio.
Sede vescovile è la città di Odienné, capoluogo della regione di Denguélé, dove si trova la cattedrale di Sant'Agostino.
Il territorio è suddiviso in 24 parrocchie.

## Storia
La diocesi è stata eretta il 19 dicembre 1994 con la bolla Ad aeternam provehendam di papa Giovanni Paolo II, ricavandone il territorio dalle diocesi di Daloa, di Korhogo (oggi arcidiocesi) e di Man.

## Cronotassi dei vescovi
Si omettono i periodi di sede vacante non superiori ai 2 anni o non storicamente accertati.
- Maurice Konan Kouassi (19 dicembre 1994 - 22 marzo 2005 nominato vescovo di Daloa)
- Jean Salomon Lezoutié (29 luglio 2005 - 3 gennaio 2009 nominato vescovo coadiutore di Yopougon)
- Antoine Koné † (1º luglio 2009 - 8 maggio 2019 deceduto)
  - Sede vacante (2019-2022)[1]
- Alain Clément Amiézi, dal 30 giugno 2022

## Statistiche
La diocesi nel 2021 su una popolazione di 951.700 persone contava 14.175 battezzati, corrispondenti all'1,5% del totale.
| anno | popolazione | popolazione | popolazione | presbiteri | presbiteri | presbiteri | presbiteri                | diaconi | religiosi | religiosi | parrocchie |
| anno | battezzati  | totale      | %           | numero     | secolari   | regolari   | battezzati per presbitero | diaconi | uomini    | donne     | parrocchie |
| ---- | ----------- | ----------- | ----------- | ---------- | ---------- | ---------- | ------------------------- | ------- | --------- | --------- | ---------- |
| 1999 | 3.713       | 623.594     | 0,6         | 9          | 4          | 5          | 412                       |         | 6         | 17        | 5          |
| 2000 | 3.713       | 623.594     | 0,6         | 14         | 9          | 5          | 265                       |         | 6         | 17        | 5          |
| 2001 | 310         | 560.000     | 0,1         | 10         | 6          | 4          | 31                        |         | 8         | 18        | 6          |
| 2002 | 6.700       | 670.200     | 1,0         | 19         | 14         | 5          | 352                       |         | 5         | 14        | 11         |
| 2003 | 6.700       | 670.200     | 1,0         | 14         | 5          | 9          | 478                       |         | 9         | 15        | 8          |
| 2004 | 6.700       | 670.200     | 1,0         | 14         | 10         | 4          | 478                       |         | 4         | 9         | 8          |
| 2013 | 7.745       | 795.000     | 1,0         | 29         | 13         | 16         | 267                       |         | 16        | 15        | 20         |
| 2016 | 10.312      | 839.000     | 1,2         | 18         | 9          | 9          | 572                       |         | 10        | 9         | 26         |
| 2019 | 13.500      | 906.000     | 1,5         | 19         | 6          | 13         | 710                       |         | 19        | 10        | 29         |
| 2021 | 14.175      | 951.700     | 1,5         | 29         | 15         | 14         | 488                       |         | 14        | 10        | 24         |